# Neal Ulevich
Neal Hirsh Ulevich (Milwaukee, Wisconsin, Estados Unidos; 18 de junio de 1946) es un fotógrafo estadounidense quien fue ganador de un Premio Pulitzer en 1977 por las fotografías de desorden y brutalidad en las calles de Bangkok.

## Biografía
Ulevich nació y se crio en Milwaukee, Wisconsin, donde asistió a escuelas públicas y privadas antes de matricularse en la Universidad de Wisconsin-Madison, donde se graduó en 1968 con una licenciatura en Periodismo. Mientras estuvo allí, comenzó una asociación de toda su carrera con Associated Press, primero como corresponsal del campus y luego como personal a tiempo parcial. Ulevich desarrolló un gran interés en China cuando era estudiante, una fascinación que determinó la dirección de su carrera.
Después de graduarse, trabajó para AP como escritor en St. Louis, antes de renunciar a estudiar chino en Hong Kong. En 1970, amigos y colaboradores del periodismo lo instaron a viajar a Indochina para presenciar la incursión estadounidense en Camboya, asegurándole que la operación transfronteriza anunciaría "las dos últimas semanas de la guerra".
El consejo fue prematuro. Ulevich fue testigo de las últimas dos semanas de la guerra de Indochina en abril de 1975. Durante el ínterin trabajó como escritor y fotoperiodista independiente y se reincorporó a AP en la oficina de Ciudad Ho Chi Minh. Regresó a la Universidad de Wisconsin-Madison con una beca en periodismo del Fondo Nacional para las Humanidades y luego reanudó su trabajo de AP en Saigón. Cubrió la caótica evacuación de Saigón al final de la guerra, partiendo en helicóptero desde el techo de la embajada de Estados Unidos.
Siguió una asignación de AP a Bangkok. El empeoramiento de la situación política en 1976 culminó en un violento enfrentamiento en la Universidad Thammasat en la capital tailandesa, allí capturó imágenes que ganaron el premio Pulitzer de 1977 por fotografía de noticias de actualidad.
Después de dejar Tailandia, trabajó para AP como editor de fotos de Asia en Tokio y como reportero gráfico en Pekín, aunque regresó a Tokio en 1988 para supervisar las comunicaciones electrónicas de AP para Asia.
Ulevich regresó a los Estados Unidos en 1990. Se retiró de AP para reanudar la fotografía independiente en 2002.

## Premios
- 1985 World Press Photo, 3.er Premio, Artes y Diversión[2]
- 1977 Premio Pulitzer: Fotografías de Noticias de Última Hora[1]
- 1976 World Press Photo, |3.er Premio, el sitio Noticioso[3]

## Trabajos
- "Estudiante colgado fuera del Thammasat" Sitio de Foto de Prensa Mundial Noticioso, 3.º premio, 1976
- Heinz Dietrich Fischer; Erika J. Fischer, eds. (2000). «About Heavy Disorder and Brutality in the Streets of Bangkok in 1976». Press photography awards, 1942-1998: from Joe Rosenthal and Horst Faas to Moneta Sleet and Stan Grossfeld. Walter de Gruyter. ISBN 978-3-598-30184-1.